# Pokrovnik, Blagoevgrad
Pokrovnik (în bulgară Покровник) este un sat în comuna Blagoevgrad, regiunea Blagoevgrad,  Bulgaria. 

## Demografie
Componența etnică a satului Pokrovnik
     Bulgari (91,8%)
     Romi (1,45%)
     Nicio identificare (6,39%)
     Altele (0,33%)
La recensământul din 2011, populația satului Pokrovnik era de 891 locuitori. Din punct de vedere etnic, majoritatea locuitorilor (91,8%) erau bulgari, cu o minoritate de romi (1,45%). Pentru 6,39% din locuitori nu este cunoscută apartenența etnică.